# Digital Lifestyle

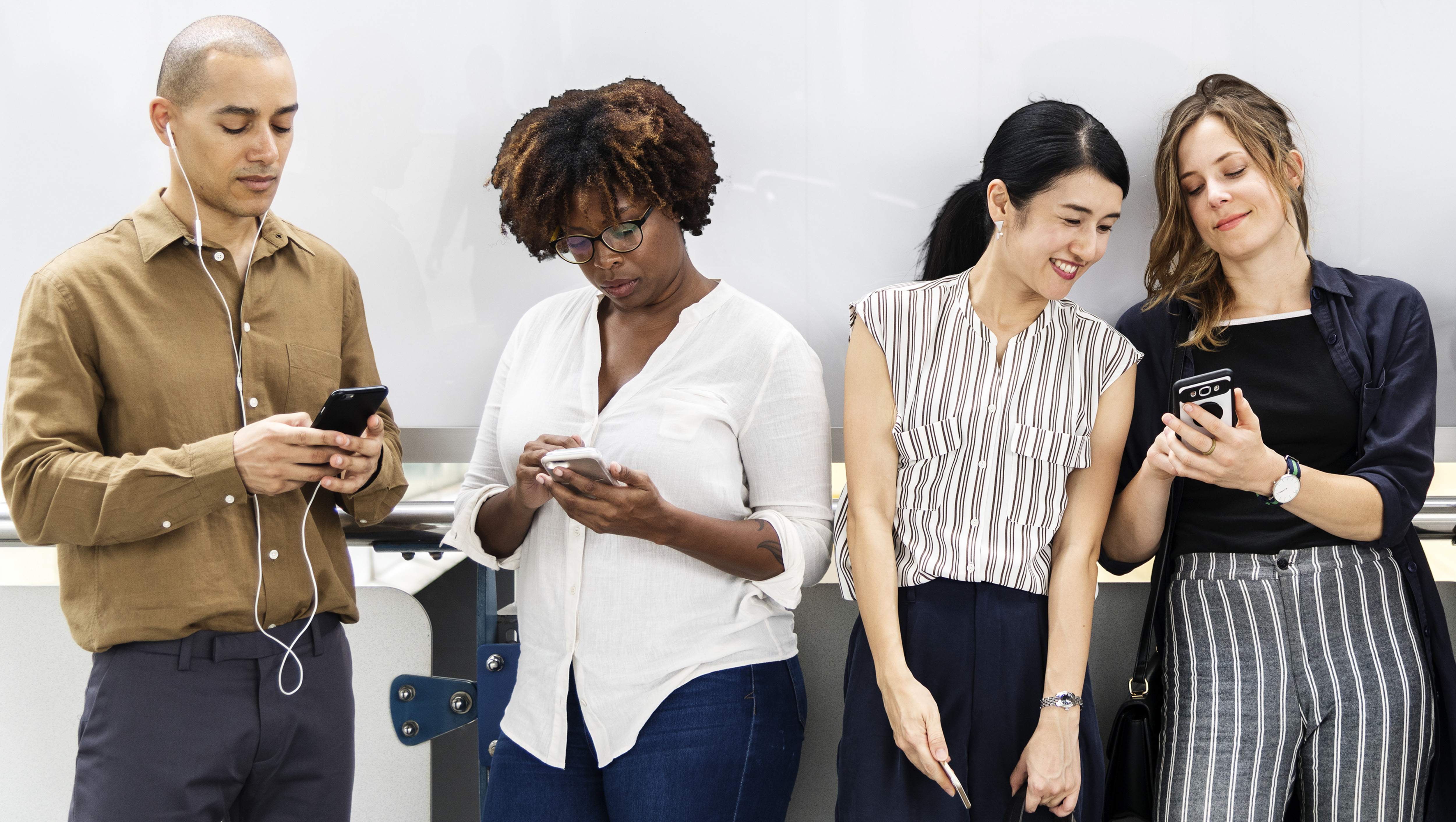
Menschen mit Smartphones

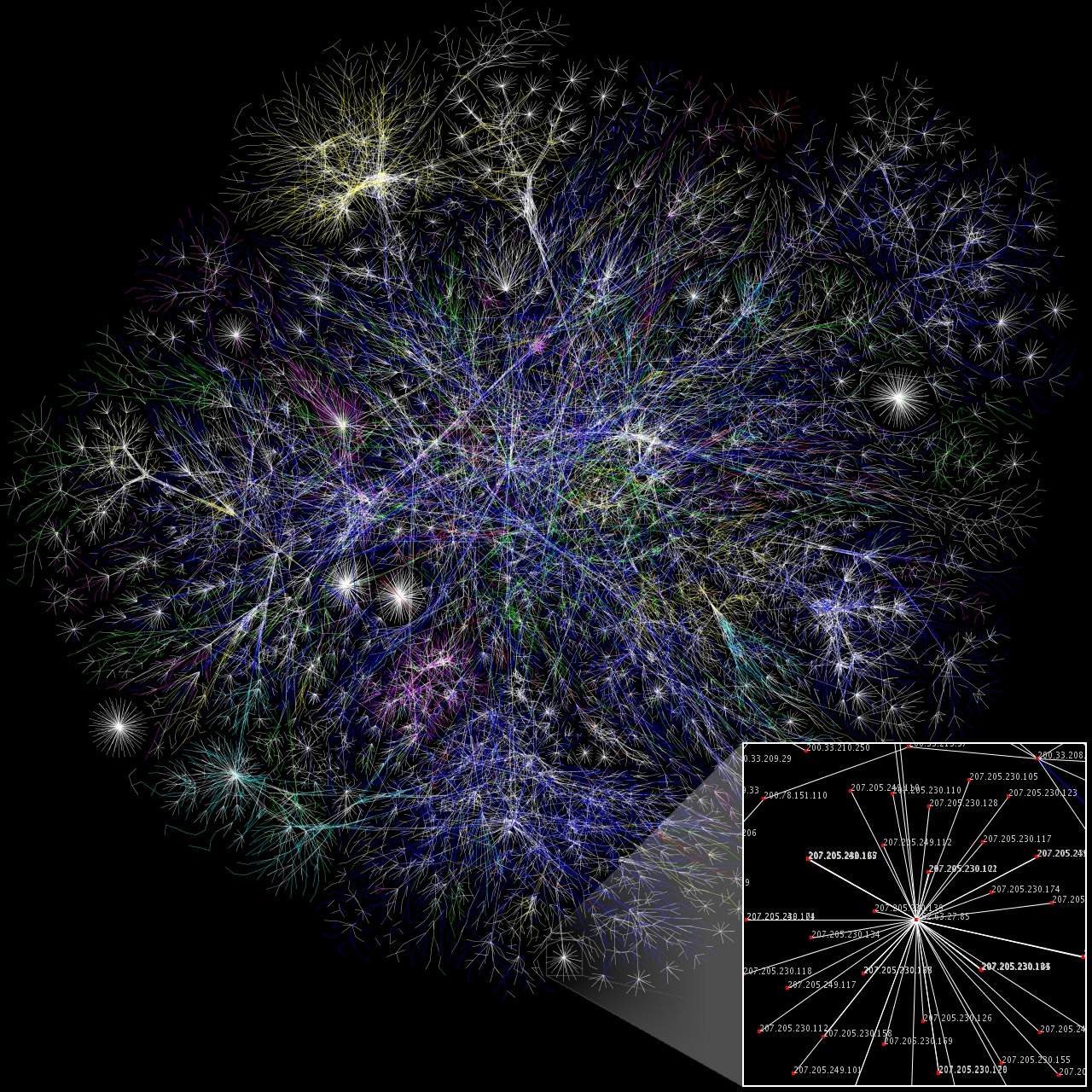
Digitale Vernetzung

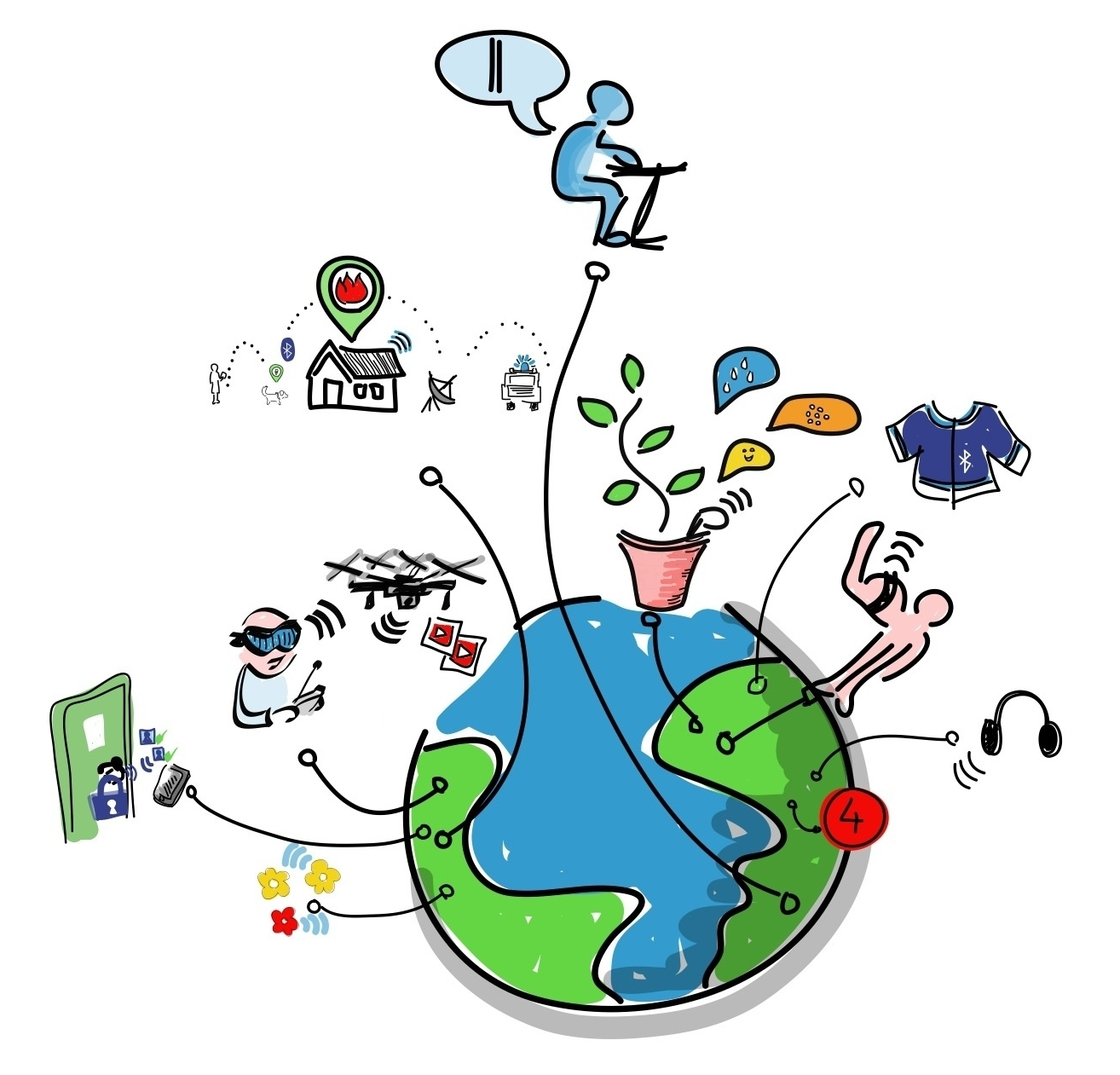
Internet der Dinge

Das Schlagwort Digital Lifestyle – auch Digitaler Lebensstil, Digital Living, Digital Life, Smart Living, e-Living, Virtual Life oder Digitales Leben hat aufgrund der unüberschaubaren Bandbreite seiner Verwendung eine Vielzahl von Bedeutungen, jedoch keine allgemein anerkannte Definition. Mit Digital Lifestyle und den verwandten Begriffen wird seit Anfang der 2000er Jahre ein Alltagsleben bezeichnet, das durch die intensive Nutzung von Internet, digitalen Medien, Social Computing, Social Media, Onlinedienste und Mobile Apps geprägt ist. Durch die digitale Transformation sämtlicher Lebensbereiche entsteht eine neue hybride Kultur der Mixed reality und der Digitalität und Postdigitalität.

## Herkunft des Begriffs
Die seit den 1970er Jahren im Silicon Valley entwickelten und weltweit verkauften Produkte des Unternehmens Apple trugen mit ihrem Design, ihrer Ästhetik und ihrem Marketing maßgeblich zur Etablierung eines digitalen Lebensstils bei. Im Januar 2001 stellte Steve Jobs, CEO von Apple, auf der Macworld erstmals das Konzept „a digital hub for a digital lifestyle“ vor:

„We are living in a new digital lifestyle with an explosion of digital devices. It's huge. And we believe the PC, or more importantly the Mac, can become the digital hub of our new emerging digital lifestyle, with the ability to add tremendous value to these other digital devices.“

Auch Bill Gates, CEO von Microsoft – ein Unternehmen dessen Schwerpunkt seit den 1980er Jahren bei Büroanwendungen liegt –, propagierte den Digital Lifestyle.
Mit der Einführung des iPhone im Jahr 2007 wurde das Smartphone zum wichtigsten Teil des Digital Lifestyle und dessen Nutzung zu einem Schwerpunkt der Medienforschung. Mobile Geräte mit dem Betriebssystem Android (bspw. Samsung Galaxy) dominieren seit den 2010er Jahren neben Apple-Geräten mit dem Betriebssystem IOS den Markt. Neben Smartphones und Notebooks prägen seitdem auch Tabletcomputer, Phablets und Smartwatches sowie Cloud Computing und das Smart Home mit WLAN, Smart TV, Smart Speaker und Servicerobotern sowie andere Smarte Objekte und Smart Services die Digitale Welt und den digitalen Alltag.

## Vorgeschichte des digital vernetzten Alltags
In der Postmoderne und mit dem Postfordismus nahm die Individualisierung in westlichen Gesellschaften weiter zu (Die Gesellschaft der Singularitäten) und ermöglichte im Rahmen der Entwicklung zu Informations-, Wissens- und Netzwerkgesellschaften weltweit digital geprägte, vernetzte Lebensstile.
Der Trend zur digitalen Medialisierung und Technisierung des Alltagslebens ist eng mit der Entwicklung der High-Tech-Industrie im Silicon Valley (insbesondere Hewlett-Packard und Xerox PARC) und der Kalifornischen Ideologie (Stewart Brand, John Perry Barlow, Whole Earth Catalog, Hippies, Nerds, Geeks) sowie mit dem Wachstum der „Datenautobahn“, des Ubiquitous computing, Pervasive computing, Big Data, Datafizierung und dem Internet der Dinge: Any Thing-, Any Time-, Any Place-connection in einer Ökonomie der Aufmerksamkeit verbunden. In den 1970er/1980er Jahren berichtete das Computermagazin Byte über Mikrocomputer und ihre breiten Anwendungsmöglichkeiten. Seit den 1990er Jahren berichtet das kalifornische Lifestyle-Magazin Wired über die Entwicklung der Netzkultur, digitale Innovationen und Gadgets.
Vorläufer der digitalen Vernetzung und erste Ansätze eines durch digitale Geräte geprägten Alltags- und Berufslebens in den 1980er Jahren waren Minitel in Frankreich und Btx in Deutschland sowie die Verbreitung der sogenannten „Neuen Medien“ (Personal Computer wie der IBM PC und Apple Macintosh, Electronic Organizer, Personal Digital Assistant) in den 1970er/1980er/1990er Jahren.
Tragbare analoge Mediengeräte (Kofferradio, Walkman) waren ebenfalls frühe Vorläufer eines mobilen, medial geprägten Lebensstils.
Die Verbreitung von tastaturbasierten Mobiltelefonen (Symbian-Plattform, Blackberry, Nokia Communicator) in den 1990er Jahren hat dem Appstore- und Touchscreen-basierten Smartphone als unentbehrlichen, multifunktionalen „Schweizer Taschenmesser“ für den kommunikativen Alltag den Weg bereitet. Viele spezialisierte elektronische Alltagsgeräte sind durch das Smartphone überflüssig geworden.

## Voraussetzungen: Internetzugang, Endgeräte und digitale Kompetenzen
Grundlegende Voraussetzung für die digitale Transformation des Alltags ist der Zugang zum Internet. Im Jahr 2000 war AOL der größte Internetdienstanbieter der Welt. In Deutschland dürfte dessen Werbekampagne mit dem Tennisspieler Boris Becker („Bin ich schon drin?“) aus dem Jahr 1999 zum starken Anstieg der Internetanschlüsse in den 2000er Jahren beigetragen haben. Der deutsche Internetdienstanbieter Freenet Group bspw. wirbt explizit mit dem Slogan Wir sind Digital Lifestyle. Wichtiger Treiber eines zunehmend digitalen Lebensstils war die Konvergenz und die digitale Transformation im Bereich der Telekommunikation. Gebündelte Angebote (Triple Play, Flatrate) von audiovisuellen Mediendiensten (Fernsehen, Video-on-Demand), Telefonie (Mobilfunk, Festnetz) und Internet führen seit etwa 2005 auf den Telekommunikationsmärkten zu einem verstärkten Wettbewerb.
Um die verschiedenen Internetdienste und digitalen Güter nutzen zu können, sind Endgeräte mit Benutzerkonto und geeigneter Anwendungssoftware sowie verschiedene digitale Kompetenzen (Informationskompetenz, Medienkompetenz, Datenkompetenz) erforderlich. Ungleichheiten innerhalb der Gesellschaft und zwischen Ländern bei Zugang und Nutzung digitaler Medien führen zur Digitalen Kluft. Für Menschen mit Behinderungen ist ein barrierefreier Internetzugang wichtig.
Vertreter der Post-Privacy gehen davon aus, dass mit dem Internet eine Welt entstanden ist, in der es keine Privatsphäre mehr gibt und Datenschutz nicht mehr praktikabel ist. Praktiken der Entnetzung können dieser Entwicklung möglicherweise entgegenwirken.

## Digitalisierungsgrad, Generationen und Soziale Milieus
Als erste mit dem Internet und WWW aufgewachsene Generationen werden die Generation Y und die Generation Z zwar am stärksten mit einem digital geprägten Lebensstil in Verbindung gebracht (Digital Native), aber auch ältere Generationen (Generation X, Baby-Boomer, Silver Surfer) nutzen digitale Technologien zunehmend intensiver in ihrem Alltag.
Bei den in der Marktforschung verwendeten Sinus-Milieus wird die sogenannte Digitale Avantgarde (Digitale Individualisten, Digitale Kosmopoliten) als eine neue transnationale Leitzielgruppe identifiziert.

### Deutschland
Seit 1997 wird die Entwicklung der Internetnutzung in Deutschland mit der ARD/ZDF-Onlinestudie untersucht. Im Rahmen der ARD/ZDF-Online-Studie 2004 wurde dabei eine OnlineNutzerTypologie erstellt.
Der von der Initiative D21 publizierte Digital-Index für 2020/2021 unterscheidet Digitale Vorreiter, Digital Mithaltende und Digital Abseitsstehende und stellt fest, dass sich der Digitalisierungsgrad in Deutschland, differenziert nach Sozialen Milieus und Geschlecht, insgesamt weiter erhöht hat.
Zum dritten Mal beleuchtet 2021 der vom Fraunhofer-Institut für Offene Kommunikationssysteme erstellte Deutschland-Index den Stand und die Entwicklung der Digitalisierung.
Als Kooperationsprojekt des Bayerischen Forschungsinstituts für Digitale Transformation (bidt) und dem SZ-Institut der Süddeutschen Zeitung liefert seit Anfang 2022 das bidt-SZ-Digitalbarometer Befragungsdaten zum Stand der digitalen Transformation in Deutschland. Erhoben werden dabei Daten zum Nutzungsverhalten, zu digitalen Kompetenzen, zur Arbeitswelt, zu E-Government und zur Künstlichen Intelligenz.
Die Kommission Digitalisierung im Alltag der Deutschen Gesellschaft für Empirische Kulturwissenschaft erforscht die Einbettung digitaler Medien im Alltag aus ethnographischer und kulturwissenschaftlicher Perspektive.
Seit 2020 findet im Sommer jährlich ein bundesweiter Digitaltag statt, der die digitale Teilhabe in der Gesellschaft mit unterschiedlichen Aktionen fördern soll.
Seit 2006 findet der Digital-Gipfel statt, ein jährlich ausgerichteter Kongress, der zusammen mit seinem unterjährigen Prozess als zentrale Plattform zur Gestaltung der Digitalisierung und der Digitalen Transformation von Wirtschaft, Staat und Gesellschaft in der Bundesrepublik Deutschland dienen soll.
Vom Kabinett Scholz wurde am 21. August 2022 die Digitalstrategie Deutschland Gemeinsam digitale Werte schöpfen verabschiedet.

### Europa
Die Entwicklung der EU-Mitgliedstaaten bei der Digitalisierung wird vom Digital Economy und Society Index (DESI) erfasst.

## Auswirkungen des digitalen Wandels in der Lebenswelt
Die vielfältige Nutzung digitaler Produkte und Dienste in alltäglichen Praktiken und Kontexten der Lebenswelt verändert auf radikale Weise die Beziehungen zu anderen Menschen, zu sich selbst und zur Welt. Im Rahmen der Digitalen Agenda für Europa 2020 hatte die Europäische Kommission (DG Connect) im Februar 2012 die ONLIFE Initiative gestartet, um diese Zusammenhänge zu erforschen. Unter der Leitung des Philosophen Luciano Floridi wurden vier Fragen erörtert: 1. die Auflösung der Grenze zwischen Realität und Virtualität, 2. die Auflösung der Unterschiede zwischen Mensch, Maschine und Natur, 3. der Umschlag von Informationsknappheit zu Informationsüberfluss und 4. der Vorrang von Interaktionen. Die Ergebnisse des Projekts wurden 2015 als The Onlife Manifesto. Being Human in a Hyperconnected Era publiziert.
Zur Frage, wie die Menschen in Deutschland die digitale Transformation erleben, zeichnet die bisherige Forschung kein einheitliches Bild. Vielfach werden die negativen Aspekte eines digital geprägten Lebens thematisiert:
- Der Digital Lifestyle des ‚always online’ ist mit Suchtgefahren und anderen Gefährdungen verbunden (hohe Bildschirmzeit, Handyabhängigkeit, Fear of missing out, NoPhone, Internetabhängigkeit, Medienverwahrlosung, Informationsüberflutung, VR-Krankheit, Technostress, Internetkriminalität, Internetbetrug, Romance Scam, Pornografie, Internetsexsucht, Doxing, Digitale Demenz, Cyber-Mobbing) und kann Lebensfreude, Wohlbefinden und Lebensqualität beeinträchtigen sowie Entzugsmaßnahmen (Digital Detox) erforderlich machen. Verkehrsunfälle wegen unaufmerksamer Nutzung des Mobiltelefons stellen eine weitere Gefahr dar.[71][72]
- Der Strukturwandel der Öffentlichkeit durch Social Media befördert Desinformation, Fake News und Hassrede.
- Die massive Sammlung persönlicher Daten (Datafizierung, Big Data, Quantified Self[73][74]) beeinträchtigt die Privatsphäre.[75] Intransparente algorithmische Entscheidungssysteme und maschinelles Lernen verhindern die informationelle Selbstbestimmung und führen zum Verlust an Serendipity. Je nach politischen Rahmenbedingungen beinhaltet der Digital Lifestyle Profiling, Nudging,[76] Online-Durchsuchungen, Social Scoring, Post-Privacy und Überwachungskapitalismus.[77] Digital vernetzte Ortungsgeräte wie AirTags können leicht missbraucht werden (Stalking).
- Die als nicht ausreichend empfundene Abschätzung von Risiken bei der massiven Einführung von Digitaltechnik (bspw. des Mobilfunkstandards 5G, ChatGPT[78][79], DALL-E) führt zu Technikskepsis bis hin zu Protest und Widerstand.

Im Jahr 2016 veröffentlichte das Institut für Digitale Ethik an der Hochschule der Medien Stuttgart „10 Gebote der Digitalen Ethik“. Sie sollen anhand kleiner, eingängiger Geschichten Leitlinien für ein „gutes, gelingendes Leben in der digitalen Gesellschaft“ aufstellen.
Die Digitalisierung des kommunikativen Alltags geht auch mit einem Wandel der Funktionen und Erscheinungsformen von Schriftlichkeit einher.
Der Verein Digitalcourage hat einen „Digitalzwangmelder“ eingerichtet und setzt sich für die Wahlfreiheit zwischen analogen und digitalen Handlungsalternativen im Alltag ein.
Der Philosoph und Wissenschaftsjournalist Alexander Grau sieht die gesamte Gesellschaft als „Opfer des Digitalisierungswahns“ der Tech-Konzerne. Die Digitalisierung sei längst keine Technologie mehr, sondern eine Ideologie, die uns die Freiheit raube.

## Vom Digital Lifestyle zur Digitalen Daseinsvorsorge
2007 wurde in Stuttgart erstmals die Messe „Digital Lifestyle“ ausgerichtet.  Die Innovationsplattform Digital Life Design (DLD) thematisiert seit 2006 mit jährlichen Konferenzen jeweils unterschiedliche Aspekte des digitalen Lebensstils.
Die fortschreitende Digitalisierung transformiert sämtliche Alltagspraktiken in der Lebenswelt (Beispiele):
- Suche, Information und Kommunikation: Suchmaschine, Googeln, Ortung, E-Mail, Social Media, Instant Messaging
- Handel und Finanzen: Electronic Banking, E-Commerce, Social Commerce
- Unterhaltung und Spiele: Streaming Media, Virtualität, E-Sport, Computerspiel
- Partnerschaft: Online-Partnervermittlung, Singlebörse
- Spiritualität und Religion: Internetseelsorge, Digitale Kollekte
- Arbeitswelt: Telearbeit, Gig Economy, Digitaler Nomade
- Bildung und Kultur: E-Learning, Distanzunterricht, Museumsportal, Virtuelles Museum
- Gesundheit und Pflege: Telemedizin, E-Health, E-Mental-Health, Quantified Self, Elektronische Gesundheitsakte
- Wohnen: Smart Home, Ambient Assisted Living, Smart Meter
- Mobilität und Reisen: Mobility-as-a-Service, Airbnb, Navigationssystem, CarPlay, Tripadvisor
- Bürgerbeteiligung: E-Partizipation, E-Demokratie, Elektronische Stimmabgabe, Wahlcomputer

Auch der Öffentliche Sektor und die Dienste der öffentlichen Verwaltung werden für eine Vielzahl von Zwecken und Lebenslagen zunehmend digital transformiert (Bürgerportale, E-Government, E-Administration, X-Road, Digitaler Nachlass, E-Steuer). Mit dem Onlinezugangsgesetz von 2017 wurde in Deutschland die Grundlage für den Online-Zugang zu Verwaltungsleistungen von Bund, Ländern und Kommunen geschaffen. Eine sichere digitale Identifizierung (Elektronische Signatur) der Nutzer sowie Datenschutz (Datenschutz-Grundverordnung) sind dabei die wichtigsten Voraussetzungen.
Mit dem Trend zu ‚Tele-Everything’ und ‚online only’ ist ein digital geprägtes Leben seit den 2010er Jahren damit weniger Ausdruck einer bewussten individuellen Wahlentscheidung (Digital Lifestyle), sondern notwendige Anpassung (Sozialisation) an gesellschaftliche Erfordernisse im postdigitalen Zeitalter. Der Weg in die Smart City und Smart Society erscheint unaufhaltsam und im globalen politischen Wettbewerb alternativlos.
Der Verband kommunaler Unternehmen sieht in der „Digitalen Daseinsvorsorge“ eine zentrale Aufgabe für zukunftsfähige Kommunen.

## Digitales Leben und Nachhaltigkeit
Ob und wieweit die digitale Transformation der Gesellschaft langfristig eine ökologisch und sozial nachhaltige Entwicklung eher fördert (Dematerialisierung, Digitale Nachhaltigkeit, digitale Suffizienz) oder eher behindert (Energieverbrauch, Rebound-Effekt, Elektronikschrott) wird kontrovers diskutiert.

### 2025
- Bin Wang: A comparative analysis of the impacts of digital lifestyles on the physical, mental, and social health among older internet users, Humanities and Social Sciences Communication 2025

### 2024
- Hopeton S. Dunn, Massimo Ragnedda, Maria Laura Ruiu, Laura Robinson (Ed.): The Palgrave Handbook of Everyday Digital Life, Palgrave Macmillan 2024, ISBN 978-3-031-30437-8.

- Moritz Büchi: Digital well-being theory and research, in: new media & society 2024, Vol. 26 (I), p. 172–189.

### 2023
- Digitalization for Sustainability (D4S): Digital Reset. Redirecting Technologies for the Deep Sustainability Transformation, oekom verlag 2023, ISBN 978-3-98726-022-3. (depositonce.tu-berlin.de)
- Martin Korte: Frisch im Kopf. Wie wir uns aus der digitalen Reizüberflutung befreien. Deutsche Verlags-Anstalt, München 2023, ISBN 978-3-641-28482-4.

### 2022
- Annika Bush, Jonas Birke (Hrsg.): Nachhaltigkeit und Social Media. Bildung für eine nachhaltige Entwicklung in der digitalen Welt, Springer VS 2022, ISBN 978-3-658-35659-0.
- Sigrid Kannengießer: Digitale Medien und Nachhaltigkeit. Medienpraktiken für ein gutes Leben, Springer VS 2022, ISBN 978-3-658-36166-2.
- Dirk Stederoth: Reale Avatare. Zur Versponnenheit des Menschen in der Netzkultur, J.B. Metzler 2022, ISBN 978-3-662-65478-1.
- Hans-Jörg Pochmann: The Thing between You and Me. The Question Concerning the Sustaining Support of Digital Objects, Birkhäuser 2022, ISBN 978-3-0356-2526-4.
- Adi Kuntsman, Esperanza Miyake: Paradoxes of Digital Disengagement. In Search of the Opt-Out Button, University of Westminster Press 2022, ISBN 978-1-914386-32-9.

### 2021
- Pablo J. Boczkowski, Eugenia Michelstein: The Digital Environment. How We Live, Learn, Work, and Play Now. The MIT Press, 2021, ISBN 978-0-262-04619-0.
- Mary Chayco: Superconnected: the Internet, digital media and techno-social life. 3. Auflage. Sage Publ., Los Angeles 2021, ISBN 978-1-0718-0527-5.
- Urs Stäheli: Soziologie der Entnetzung. Suhrkamp Taschenbuch Wissenschaft, 2021, ISBN 978-3-518-29937-1.
- Thomas Grüter: Offline! Der Kollaps der globalen digitalen Zivilisation, Springer Verlag 2021, ISBN 978-3-662-63385-4.

### 2020
- Heidrun Friese, Marcus Norden, Gala Reben, Miriam Schreiter (Hrsg.): Handbuch Soziale Praktiken und Digitale Alltagswelten, Springer VS, 2020, ISBN 978-3-658-08356-4.
- Valentin Dander, Patrick Bettinger, Estella Ferraro, Christian Leineweber, Klaus Rummler (Hrsg.): Digitalisierung – Subjekt – Bildung. Kritische Betrachtungen zur digitalen Transformation, Verlag Barbara Budrich 2020, ISBN 978-3-8474-2350-8.
- Hubert Österle: Life Engineering. Mehr Lebensqualität dank maschineller Intelligenz?, Springer Verlag 2020, ISBN 978-3-658-28334-6.

### 2019
- Andreas Dohmen: Wie digital wollen wir leben? Die wichtigste Entscheidung für unsere Zukunft. Patmos Verlag, 2019, ISBN 978-3-8436-1151-0.
- Rolf G. Heinze, Sebastian Kurtenbach, Jan Üblacker (Hrsg.): Digitalisierung und Nachbarschaft. Erosion des Zusammenlebens oder neue Vergemeinschaftung? Nomos Verlag, 2019, ISBN 978-3-8487-5093-1.
- Guido Zurstiege: Taktiken der Entnetzung. Die Sehnsucht nach Stille im digitalen Zeitalter. edition Suhrkamp, 2019, ISBN 978-3-518-12745-2.
- Christoph Türcke: Digitale Gefolgschaft. Auf dem Weg in eine neue Stammesgesellschaft, C.H. Beck 2019, ISBN 978-3-406-73181-5.
- Anna-Verena Nosthoff, Felix Maschewski: Die Gesellschaft der Wearables. Digitale Verführung und soziale Kontrolle, Nicolai Verlag 2019, ISBN 978-3-96476-029-6.
- Christian Matt, Manuel Trenz, Christy M.K. Cheung, Ofir Turel: The digitization of the individual: conceptual foundations and opportunities for research, in: Electronic Markets (2019) 29:315-3222, https://doi.org/10.1007/s12525-019-00348-9

### 2018
- Thomas Ramge: Mensch und Maschine. Wie Künstliche Intelligenz und Roboter unser Leben verändern, Reclam Verlag 2018, ISBN 978-3-15-019499-7.
- Oliver Ruf (Hrsg.): Smartphone Ästhetik. Zur Philosophie und Gestaltung mobiler Medien, transcript Verlag 2018, ISBN 978-3-8376-3529-4.
- André Schier: Identitäten in Digitalität vom „digital lifestyle“ zu „design your life“: Generation und politische Kultur im Zeichen gewandelter Lebenswelten in Deutschland im Digitalitäts-Diskurs in Werbung. (= politica. 112). Verlag Dr. Kovač, Hamburg 2018 [zugl. Diss. Bergische Univ. Wuppertal], ISBN 978-3-339-10326-0.
- Petra Grimm, Klaus Koziol (Hrsg.): Der verwertete Mensch. Vom Wandel des digitalen Lebens, Kopaed Verlag 2018, ISBN 978-3-86736-407-2.

### 2017
- Andreas Weigend: Data for the People. How to Make Our Post-Privacy Economy Work for You. Basic Books, 2017, ISBN 978-0-465-04469-6.

### 2016
- Sarah Diefenbach: Digitale Depression. Wie neue Medien unser Glücksempfinden verändern. mvg Verlag, 2016, ISBN 978-3-86882-664-7.
- Stefanie Duttweiler, Robert Gugutzer, Jan-Hendrik Passoth, Jörg Strübing (Hrsg.): Leben nach Zahlen. Self-Tracking als Optimierungsprojekt? Transcript Verlag, 2016, ISBN 978-3-8376-3136-4.
- Ulrich Eberl: Smarte Maschinen. Wie Künstliche Intelligenz unser Leben verändert. Hanser Verlag 2016, ISBN 978-3-446-44870-4.

### 2015
- Johannes Fromme: Freizeit als Medienzeit. Wie digitale Medien den Alltag verändern in: Renate Freericks, Dieter Brinkmann (Hrsg.): Handbuch Freizeitsoziologie, Springer VS 2015, ISBN 978-3-658-01519-0.
- Joël Luc Cachelin: Offliner. Die Gegenkultur der Digitalisierung, Stämpfli Verlag 2015, ISBN 978-3-7272-1431-8.
- Éric Sadin: La Vie Algorithmique. Critique de la raison numérique, L'Échapée 2015, ISBN 978-2-915830-94-1.
- Judy Wajcman: Pressed for Time. The Acceleration of Life in Digital Capitalism, University of Chicago Press 2015, ISBN 978-0-226-38084-1.

### 2008 bis 2014
- Heinz Moser, Walter Scheuble: „Digitale Lebensstile“ als Folge gesellschaftlicher Mediatisierung. In: Rudolf Kammerl u. a.: Diskursive und produktive Praktiken in der digitalen Kultur. (= Jahrbuch Medienpädagogik. 11). Springer VS, Wiesbaden 2014, ISBN 978-3-658-06461-7, S. 77–100.
- Éric Sadie: L'Humanité augmentée. L'administration numérique du monde. L'Échapée 2013, ISBN 978-2-915830-75-0.
- Sidney Eve Matrix: Cyberpop: digital lifestyles and commodity culture. Routledge, New York 2012, ISBN 978-0-415-64901-8.
- Peter Kemper, Alf Mentzer, Julia Tillmanns (Hrsg.): Wirklichkeit 2.0 – Medienkultur im digitalen Zeitalter. Reclam Verlag, 2012, ISBN 978-3-15-020266-1.
- Stefan Kaiser: Doppelte Wirklichkeiten. In: Digitales Leben. Reportagen aus der Parallelwelt. (= Du Magazin. 815). 2011, ISBN 978-3-905931-07-5.
- G. Hofmann, G. Thomas: Digital lifestyle 2020. In: IEEE MultiMedia. (ISSN 1070-986X) vol. 15, no. 2, April-Juni 2008, S. 4–7, doi:10.1109/MMUL.2008.24.

Literatur zur Vorgeschichte des Digital Lifestyle:
- Christoph Ernst, Jens Schröter: Die Zukunft vorstellen. Technologie-Demonstrationen in der Geschichte digitaler Medien. In: Technikgeschichte. 88. Jahrgang, Heft 1, 2021, ISSN 0040-117X.
- Gleb J. Albert: Der vergessene „Brotkasten“. Neue Forschungen zur Sozial- und Kulturgeschichte des Heimcomputers. In: Archiv für Sozialgeschichte. 59. Band, J.H.W.Dietz Nachf., 2019, ISBN 978-3-8012-4270-1.
- Sophie Ehrmanntraut: Wie Computer heimisch wurden. Zur Diskursgeschichte des Personal Computers. Transcript Verlag, 2019, ISBN 978-3-8394-4531-0.
- Martin Schmitt, Julia Erdogan, Thomas Kasper, Janine Funke: Digitalgeschichte Deutschlands. Ein Forschungsbericht. In: Technikgeschichte. 83. Jahrgang, Heft 1, 2016, ISSN 0040-117X.
- Adam Greenfield: Everyware. The dawning age of ubiquitous computing, New Riders 2006, ISBN 0-321-38401-6.
- Norbert Dähne: Die persönliche Informationsverarbeitung. Wie Sie den PC zur eigenen Lebensgestaltung nutzen können, Verlag Dr. Th. Gabler 1995, ISBN 978-3-409-18842-5.
- James Brook, Iain A. Boal (Hrsg.): Resisting the Virtual Life. The Culture and Politics of Information. City Lights Books, San Francisco 1995, ISBN 0-87286-299-2.
- Nicolas Negroponte: Being digital. Alfred A. Knopf / Hodder & Stoughton, New York / London 1995, hardback: ISBN 0-679-43919-6 / paperback: ISBN 0-340-64930-5.